# Palais Abramowicz
Das Warschauer Abramowicz-Palais (auch: Abramowicz-Haus genannt, poln.: Pałac Abramowiczów und Kamienica Abramowicza) wurde Ende des 18. Jahrhunderts errichtet und ist ein kleines Stadtpalais in der Ulica Nowy Świat 59.

## Geschichte
Das Gebäude liegt am historischen Teil des Warschauer Königswegs im Innenstadtdistrikt der Stadt, rund 40 Meter südlich der Ulica Świętokrzyska. Auf der gegenüberliegenden Straßenseite befindet sich das größere Zrazowski-Mietshaus.
Es wurde um 1785 von Simon Gottlieb Zug für den Kaufmann Grzegorz Abramowicz erbaut. Während des Warschauer Aufstands im Jahr 1944 wurde es von Einheiten der Wehrmacht zerstört. Von 1947 bis 1950 wurde es dann unter Mieczysław Kuźma und Zygmunt Stępiński wiederaufgebaut.
Das Palais liegt in der Flucht der Straßenbebauung; es ist dreigeschossig, verfügt über ein mittiges Giebeldreieck und eine Tordurchfahrt mit darüberliegendem Balkon auf der Straßenseite. Die Fassade ist klassizistisch mit reicher plastischer Ausstattung gestaltet.